# Alexander Hangerli

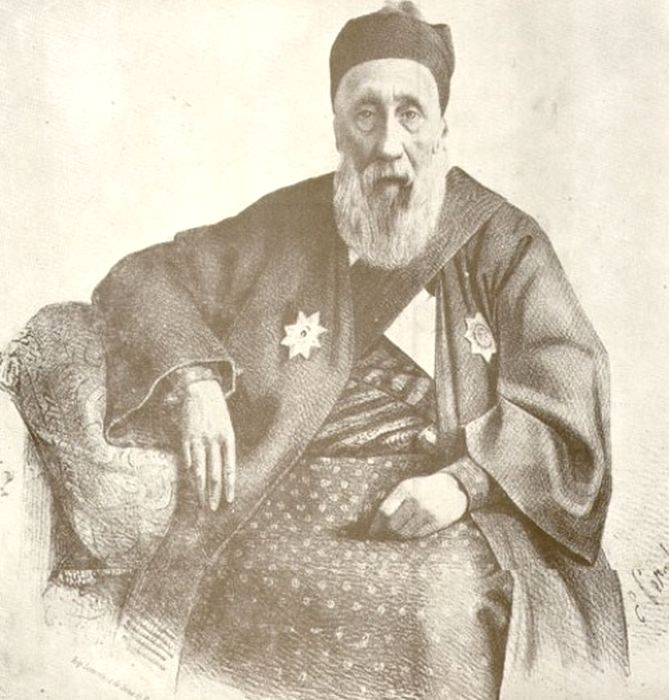
Alexander Hangerli

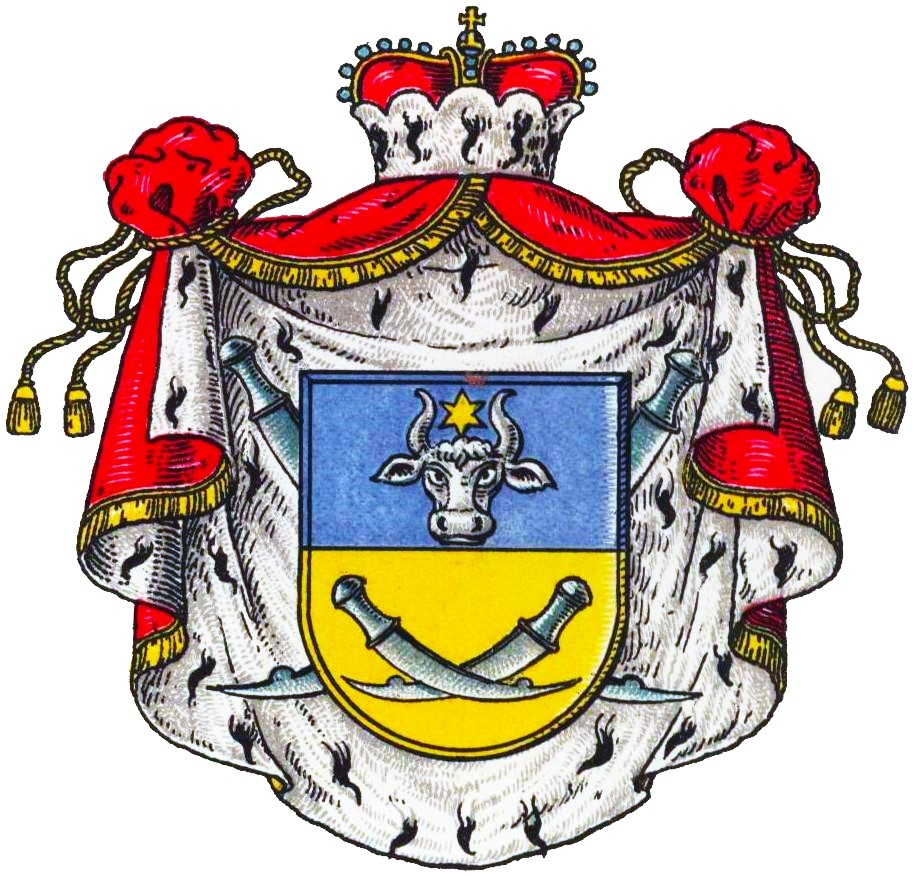
Wappen der Handjery im Wappenbuch des Westfälischen Adels

Alexander Hangerli (auch: Handjeri, griechisch Αλέξανδρος Χαντζερής, türkisch Aleksander Hançerli oder Hanceri, rumänisch Alexandru Hangerli oder Hangerliu, russisch Александр Хангерли, Alexandr Changerli, französisch Alexandre Handjeri; * 1760 in Konstantinopel; † 12. Juni 1854 in Moskau) war ein phanariotischer griechischer Dragoman des Osmanischen Reiches und Fürst des Fürstentums Moldau vom 7. März bis zum 24. Juli 1807. Während der Griechischen Revolution floh er 1821 ins Russische Kaiserreich, wo er als Linguist Bekanntheit erlangte.

## Leben
Hangerli wurde in Konstantinopel in eine adlige Familie hineingeboren und erhielt eine umfangreiche Erziehung. Unter anderem erlernte er mehrere europäische Sprachen sowie Osmanisch und Arabisch und wurde auf eine Karriere in den Donaufürstentümern vorbereitet. Sein Onkel war der Patriarch von Konstantinopel Samuel I. Dieser förderte die Karrieren seiner Neffen, Alexanders und seines älteren Bruders Constantin. Mit 28 Jahren heiratete Alexander Hangerli Smaragda, eine Prinzessin der Familie Callimachi.
Sein Bruder Constantin Hangerli wurde 1797 zum Fürsten der Walachei ernannt, fiel aber in Ungnade und wurde 1799 hingerichtet. Obwohl Alexander Hangerli schon mehrfach mit den osmanischen Beamten in Konflikt gekommen war und ins Exil gehen musste, wurde er 1805 auf den Posten des Ersten Dragoman der Hohen Pforte (Chefübersetzer des Sultans) befördert und behielt diese Stellung in den nächsten zwei Jahren bis Sultan Selim III. ihn 1807 zum Fürsten (Gospodar) von Moldau ernannte, anstelle des abgesetzten Alexander Mourousis. Die russische Eroberung der Region verhinderte jedoch, dass er seinen Amtssitz in Iași erreichte. Vielmehr folgte er der osmanischen Armee in der Offensive des Russisch-Türkischen Krieges. Letztendlich war es ihm möglich, nach dem Friede von Bukarest 1812 sein Amt anzutreten, und er war hauptsächlich daran beteiligt, die Verwaltung des Landes wieder aufzubauen.
Dann wurde Hangerli abgesetzt und von Scarlat Callimachi abgelöst. Dazu gibt es unterschiedliche Berichte: während die Nouvelle biographie générale von 1858 schreibt, dass er sich auf seinem Posten unsicher fühlte, weil die Gegner von Sultan Selim immer stärker wurden, und er deshalb um seinen Rücktritt gebeten habe, schreibt ein französischer Reisender, Captain Aubert, dass er unter Druck gesetzt worden sei, der Hohen Pforte mehr Einkünfte zu verschaffen, und in Ungnade gefallen sei, weil er dies nicht geschafft habe.
Als 1821 die Griechische Revolution begann, fühlte sich Hangerli als (griechischer) Phanariot in Istanbul bedroht. Er wurde vom russischen Botschafter an der Hohen Pforte, Alexander Grigorjewitsch Stroganow, gewarnt, dass er als prominenter Grieche in Gefahr stand, ermordet zu werden, und entschied sich zu fliehen. Zusammen mit seiner Familie (unter anderen seinen beiden Söhnen, Gregorios und Telemachos), segelte er auf einem kleinen Schiff über das Schwarze Meer und landete in Odessa, wo ihm vom Gouverneur von Neurussland, Alexandre Langeron, Asyl gewährt wurde.
Bald darauf begab er sich nach Moskau, wo er in Ehren von Kaiser Alexander I. empfangen wurde. Sein Titel wurde vom Russischen Adel anerkannt und seine beiden Söhne wurden zu Räten (советник) ernannt.
1840–1842 veröffentlichte er ein dreibändiges französisch-arabisch-persisches Wörterbuch mit osmanisch-türkischen Einträgen, das vom russischen Staat gedruckt wurde: das Dictionnaire français-arabe, persan et turc, enrichi d'exemples en langue turque, avec des variantes, et beaucoup de mots d'arts et de sciences. Daraufhin erhielt er den Anna-Orden. Das Werk hatte er wohl schon 1806 auf Anfrage des französischen Gesandten an der Hohen Pforte Armand Charles Guilleminot begonnen. Hangerli zog sich danach aus dem öffentlichen Leben zurück und widmete sich der Erziehung seines Enkels, Michel Ulangali, der später als Literaturkritiker nach Frankreich auswanderte. Ein weiterer Enkel Hangerlis war der preußische Politiker Nicolaus Prinz Handjery.